# Bleed It Out
Bleed It Out ist ein Lied der US-amerikanischen Alternative-Metal-Band Linkin Park. Der Song wurde als zweite Single des Albums Minutes to Midnight veröffentlicht. Produziert wurde der Song von Rick Rubin und Mike Shinoda. Es wurde vom Label Warner Bros. veröffentlicht. Die Single wurde in den USA mit Platin ausgezeichnet und war Platz 44 in unter den ‘100 Best Songs of 2007’ des Magazins Rolling Stone.

## Hintergrund und Komposition
Bleed It Out ist neben Hands Held High der einzige Song vom Album Minutes to Midnight, das Rap enthält. Diese beiden Songs, sowie Given Up sind außerdem die ersten, die Schimpfworte enthalten und dadurch dem Album einen Parental-Advisory-Aufkleber verliehen. Bleed It Out zeigt auch viele Parallelen zur früheren Single Faint, so basieren beide auf Gitarrenriffs, verwenden schnelle Wechsel zwischen Gesang und Rap (was allerdings bei den meisten älteren Songs der Fall ist), sind relativ kurz und handeln beide von Frustration. Besonders ist, dass das Schlagzeug erst ab der zweiten Strophe einsetzt.
Das Booklet besagt, dass das Schreiben von Bleed It Out der Band besonders viel Spaß bereitet habe, sie mussten den Text aber auch immer wieder abändern, bis er ihnen perfekt erschien. Die erste Zeile (And here we go for the hundredth time, auf Deutsch in etwa: Und nun schon zum hundertsten Male) bezieht sich auf diesen Arbeitsprozess.
Live wird der Track meist erweitert, entweder mit einem Drum-Solo oder aber einigen Zeilen aus anderen Songs. Es wurden dafür schon A Place for My Head, Burning in the Skies, No Roads Left, Reading My Eyes, Papercut, There They Go (von Fort Minor), The Messenger, Sabotage (ein Beastie-Boys-Cover, zu Ehren des 2012 verstorbenen Adam Yauch) und Harlem Shake (von Baauer) verwendet. Manchmal kommen auch Kombinationen vor.
Bleed It Out wird oftmals am Ende des Konzertes oder vor der Zugabe gespielt.

## Musikvideo
Das Musikvideo wurde von Joe Hahn produziert. Es hatte seine Premiere am 31. Juli 2007 auf MTV Germany und MTV Asia. In den USA wurde das Video zum ersten Mal am 6. August 2007 gezeigt. Im Video sieht man die Band auf einer Bühne in einer Bar auftreten, um sie herum findet eine Schlägerei statt. Dies wird alles rückwärts gezeigt, sodass man am Ende erfährt wie der Kampf begonnen hat. Außerdem gewann es 2008 den MuchMusic Video Award für „Best International Video - Group“.

## Kommerzieller Erfolg

### Chartplatzierungen
| ChartsChartplatzierungen       | Höchstplatzierung | Wochen |
| ------------------------------ | ----------------- | ------ |
| Deutschland (GfK)              | 40 (10 Wo.)       | 10     |
| Österreich (Ö3)                | 43 (10 Wo.)       | 10     |
| Schweiz (IFPI)                 | 42 (9 Wo.)        | 9      |
| Vereinigte Staaten (Billboard) | 52 (20 Wo.)       | 20     |
| Vereinigtes Königreich (OCC)   | 29 (8 Wo.)        | 8      |

### Auszeichnungen für Musikverkäufe
| Land/Region                  | Auszeichnungen für Musikverkäufe (Land/Region, Auszeichnung, Verkäufe) | Verkäufe  |
| ---------------------------- | ---------------------------------------------------------------------- | --------- |
| Dänemark (IFPI)              | Gold                                                                   | 45.000    |
| Italien (FIMI)               | Gold                                                                   | 25.000    |
| Neuseeland (RMNZ)            | 2× Platin                                                              | 60.000    |
| Spanien (Promusicae)         | Gold                                                                   | 30.000    |
| Vereinigte Staaten (RIAA)    | 4× Platin                                                              | 4.000.000 |
| Vereinigtes Königreich (BPI) | Platin                                                                 | 638.000   |
| Insgesamt                    | 3× Gold · 7× Platin ·                                                  | 4.798.000 |

Hauptartikel: Linkin Park/Auszeichnungen für Musikverkäufe